# NGC 698
NGC 698 is een balkspiraalstelsel in het sterrenbeeld Oven. Het hemelobject werd op 29 november 1837 ontdekt door de Britse astronoom John Herschel.

## Synoniemen
- PGC 6710
- ESO 353-51
- MCG -6-5-5
- AM 0147-350